# Rivière du Grand Pabos
Pour les articles homonymes, voir Pabos.
La rivière du Grand Pabos coule dans le territoire non organisé de Mont-Alexandre, ainsi que dans les municipalités de Chandler (secteurs de "Newport", "Pabos" et "Pabos-Mills"), dans la municipalité régionale de comté (MRC) Le Rocher-Percé, dans la région administrative de la Gaspésie-Îles-de-la-Madeleine, au Québec, au Canada.
La rivière du Grand Pabos est un affluent de la rive Nord de la Baie-des-Chaleurs ; cette dernière s'ouvre vers l'Est sur le golfe du Saint-Laurent.

## Pêche au saumons
La rivière de Grand Pabos est une riviere où les saumons de l'atlantique viennent se reproduire. Elle est prisée par les pêcheurs de saumons car ses eaux cristallines et transparentes permettent de voir clairement les saumons au fond des fausses.

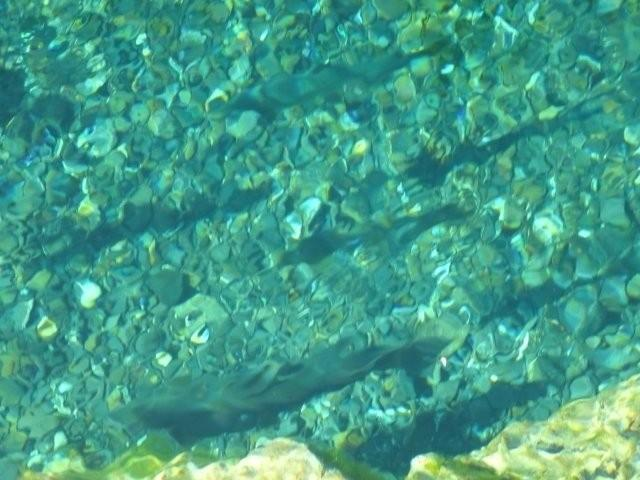
Les saumons sont aisément visibles dans les eaux transparentes de la rivière Pabos.

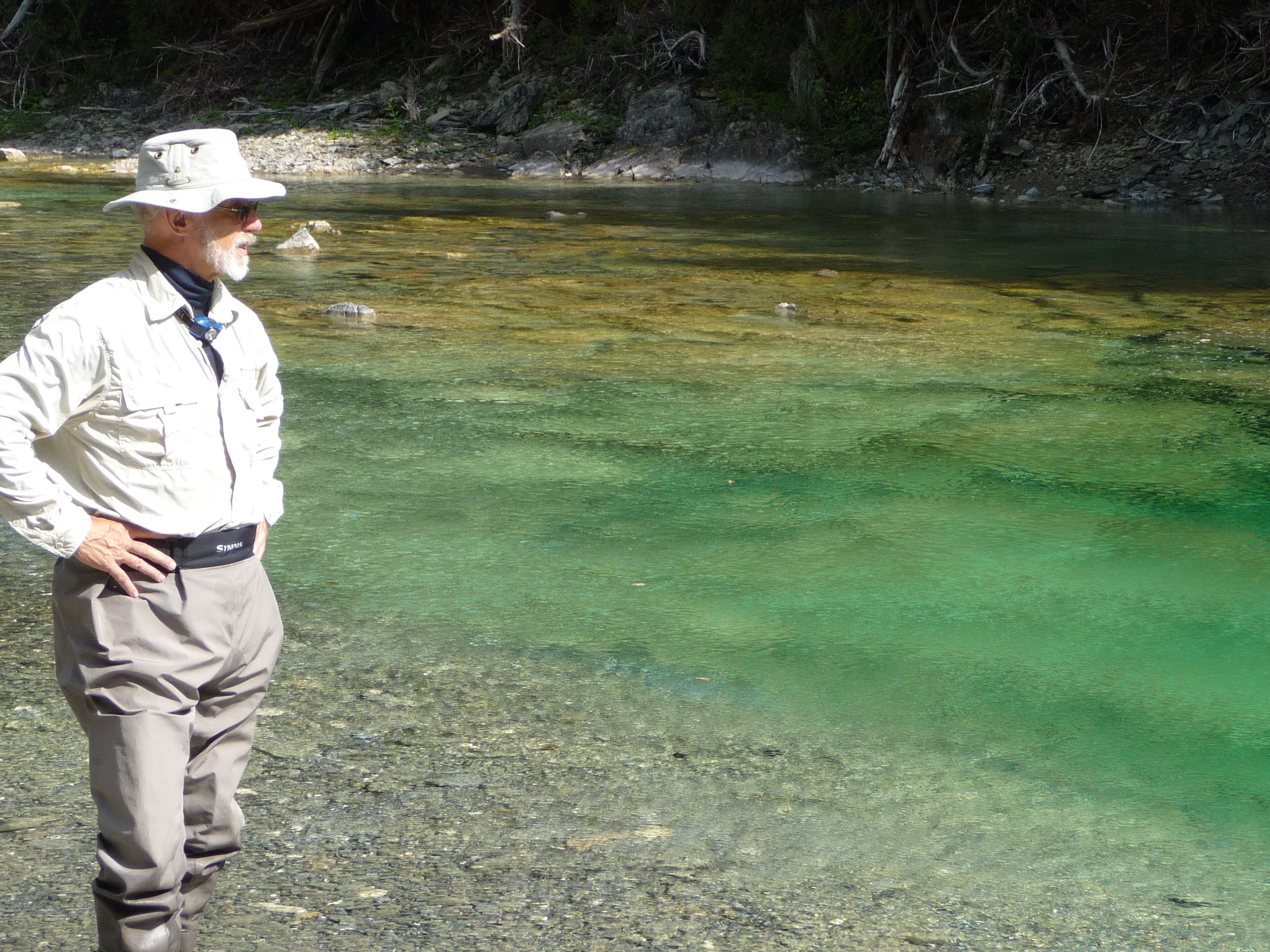
Un pêcheur sur la fausse 18 de la Rivere Grand Pabos.

## Géographie
La rivière du Grand Pabos prend sa source au "Lac du Nord" (longueur : 250 m ; altitude : 433 m) dans la partie Nord du canton de Randin, dans le territoire non organisé de Mont-Alexandre. Ce lac draine le bassin versant du sud de la ligne de départage des eaux avec le lac Mourier lequel constitue le plan d'eau de tête du ruisseau Mourier qui coule vers l'Ouest jusqu'à la rive Est de la rivière Bonaventure. L'embouchure du lac du Nord est situé à :
- 1,6 km au Sud de la limite du canton de Vondenvelden ;
- 3,4 km au Nord-Ouest de la limite du canton de Bonaventure ;
- 50,0 km au Nord-Ouest de la confluence de la "rivière du Grand Pabos".

À partir du lac de tête, la rivière du Grand Pabos coule sur 84,8 km surtout en milieu forestier et montagneux, répartis selon les segments suivants :
Cours supérieur de la rivière du Grand Pabos (segment de 31,4 km)
- 7,1 km vers le Sud-Est, jusqu'à la confluence du ruisseau Madeleine (venant du Nord) ;
- 4,9 km vers le Sud, jusqu'à la confluence du ruisseau Padoue (venant du Sud-Ouest) ;
- 7,5 km vers le Sud-Est en serpentant jusqu'à la confluence du ruisseau Alain (venant du Nord-Ouest) ;
- 1,0 km vers le Sud, jusqu'à la confluence du ruisseau Cantin (venant du Nord) ;
- 8,2 km vers le Sud en serpentant jusqu'à la confluence du Gros Ruisseau de la Chute (venant du Nord) ;
- 2,7 km vers le Sud-Est, jusqu'à la confluence de la rivière du Grand Pabos Sud.

Cours intermédiaire de la rivière du Grand Pabos (segment de 41,9 km)
À partir de la confluence de la rivière du Grand Pabos Sud, la rivière du Grand Pabos coule sur :
- 5,4 km vers le Sud, jusqu'à la confluence du ruisseau de la coulée Tremblay (venant de l'Ouest) ;
- 24,0 km vers le Sud, jusqu'à la confluence du Gros ruisseau Rocky ;
- 5,5 km vers l'Est, jusqu'à la confluence du Gros ruisseau de la Chute (venant du Nord-Ouest) ;
- 1,3 km vers l'Est, jusqu'à la confluence du Petit ruisseau de la Chute (venant du Nord) ;
- 2,9 km vers l'Est, jusqu'à la limite du secteur Pabos de la ville de Chandler ;
- 2,8 km vers le Sud-Est, jusqu'à la confluence de la rivière Sèche (rivière du Grand Pabos) (venant du Nord).

Cours inférieur de la rivière du Grand Pabos (segment de 11,5 km)
À partir de la confluence du ruisseau de la Chaudière, la rivière du Grand Pabos coule dans une vallée encaissée sur :
- 6,0 km vers le Sud-Est, jusqu'à la confluence du ruisseau du Lac des Sept-Îles (venant de l'Ouest) ;
- 1,0 km vers le Sud-Est, jusqu'à la limite du secteur Pabos Mills de la ville de Chandler ;
- 2,5 km vers le Sud-Est, jusqu'au pont de la route 132 ;
- 2,0 km vers le Sud-Est en traversant la baie du Grand Pabos, jusqu'au pont du chemin de fer dont l'assise est la jetée de la plage du Grand Pabos[1].

La rivière du Grand Pabos se déverse sur la rive Nord de la Baie-des-Chaleurs. Cette confluence est située à :
- du côté Ouest du centre-ville de Chandler ;
- 8,9 km au Sud-Ouest de la confluence de la rivière du Petit Pabos ;
- 24,7 km au Nord-Ouest de la confluence de la rivière Port-Daniel.

Le courant de la rivière du Grand Pabos se déverse sur le grès à marée basse de la baie du Grand Pabos. Cette baie est protégée des fortes mers par une jetée de 0,8 km rattachée à la rive Nord-Est de la baie et par une presqu'île de 2,5 km de long rattachée à la rive Sud de la baie. Le chemin de fer du Canadien National passe sur cette jetée ; le pont ferroviaire enjambe l'étroite sortie de la baie, constituant ainsi la confluence de la "rivière du Grand Pabos". Tandis que la route 132 contourne la baie par le Nord-Ouest.

## Toponymie
Le terme « Pabos » provient du terme « Papôgotj » ou « Papôg » de la langue Micmac signifiant « eaux tranquille » Cette signification correspond bien aux caractéristiques de la baie située à la confluence.
Le 14 novembre 1696, le gouverneur Frontenac et l'intendant Champigny ont concédé la seigneurie du Grand-Pabos à René Hubert (1648-1725). Le territoire de cette seigneurie comportait 3 lieues de front sur 3 lieues de profondeur. Le registre d'intendance indique : « de lui vouloir accorder concession de la rivière du Grand Pabo, autrement dite la rivière Duval ... ».
Le toponyme « rivière du Grand Pabos » a été officialisé le 5 décembre 1968 à la Commission de toponymie du Québec.